# Oakland Raiders 2008
La stagione 2008 degli Oakland Raiders è stata la 39ª della franchigia nella National Football League, la 49ª complessiva.

## Scelte nel Draft 2008
Nel draft NFL 2008 i giocatori scelti dai Raiders sono stati: al n. 4 il running back Darren McFadden, al n. 100 la strong safety Tyvon Branch girata dai Dallas Cowboys, al n. 125 il wide receiver Arman Shields girato dai Baltimore Ravens, al n. 169 il defensive end Trevor Scott ed infine al n.226 il wide receiver Chaz Schilens girato dai New York Jets.
Il calendario della pre-stagione dei Raiders è stato il seguente:
- L'8 agosto 2008 contro San Francisco 49ers la partita si è conclusa con la vittoria per 18-6.
- Il 16 agosto a Tennessee contro i Tennessee Titans la partita è finita con una sconfitta di misura per 16-17.
- Il 23 agosto contro Arizona Cardinals il risultato finale è stato molto pesante, i Raiders hanno perso 0-24.
- Il 29 agosto a Seattle contro i Seattle Seahawks altra sconfitta per 16-23.

Capo-allenatore a inizio stagione era Lane Kiffin. In seguito è subentrato dopo il record negativo di una vinta e 3 perse l'allenatore ad interim Tom Cable.

## Calendario e risultati della stagione regolare
NOTA: Tutti gli orari sono della zona del Pacifico.
| Settimana | Data e orario                                     | Dove        | Partita                                | Risultato                  | Marcatori |
| --------- | ------------------------------------------------- | ----------- | -------------------------------------- | -------------------------- | --- |
| 1         | nel monday night dell'8 settembre 2008 ore: 19:15 | Oakland     | Oakland Raiders - Denver Broncos       | 14 - 41 Recap              | 1° quarto touchdown di Eddie Royal (B) su passaggio di 26 yard fatto da Jay Cutler (extra point convertito)... 2° quarto field goal di 26 yard realizzato da Matt Prater (B) e touchdown di Michael Pittman (B) su corsa di 3 yard (extra point convertito)... 3° quarto touchdown di Darrell Jackson (B) su passaggio di 48 yard fatto da Jay Cutler (extra point convertito) e field goal di 43 yard realizzato da Matt Prater (B)... 4° quarto touchdown di Ashley Lelie (R) su passaggio di 8 yard fatto da JaMarcus Russell (extra point convertito), touchdown di Selvin Young (B) su corsa di 5 yard (extra point convertito), touchdown di Michael Pittman (B) su corsa di una yard (extra point convertito) ed infine touchdown di Ronald Curry (R) su passaggio di 4 yard fatto da JaMarcus Russell (extra point convertito). |
| 2         | domenica 14 settembre 2008 ore: 10:00             | Kansas      | Kansas City Chiefs - Oakland Raiders   | 8 - 23 Recap               | 1° quarto field goal di 56 yard realizzato da Sebastian Janikowski (R) e field goal di 25 yard realizzato da Sebastian Janikowski (R)... 3° quarto touchdown di Darren McFadden (R) su corsa di 19 yard (extra point convertito)... 4° quarto field goal di 40 yard realizzato da Sebastian Janikowski (R), touchdown di Tony Gonzalez (C) su passaggio di 2 yard fatto da Tyler Thigpen (gioco da 2 punti realizzato da Mike Cox) ed infine touchdown di Michael Bush su corsa di 32 yard (extra point convertito). |
| 3         | domenica 21 settembre 2008 ore: 10:00             | Buffalo     | Buffalo Bills - Oakland Raiders        | 24 - 23 Recap              | 1° quarto 2 field goal di 23 e 35 yard realizzati da Sebastian Janikowski (R)... 2° quarto touchdown di Marshawn Lynch (B) su corsa di 14 yard (extra point convertito) e fiel goal di 32 yard realizzato da Sebastian Janikowski (R)... 3° quarto touchdown di JaMarcus Russell (R) su corsa di una iarda (extra point convertito)... 4° quarto touchdown di Marshawn Lynch (B) su corsa di 3 yard (extra point convertito), touchdown di Johnnie Lee Higgins (R) su lancio di 84 yard fatto da JaMarcus Russell (extra point convertito), touchdown di Roscoe Parrish (B) su lancio di 14 yard fatto da Trent Edwards (extra point convertito) ed infine allo scadere field goal di 38 yard realizzato da Rian Lindell (B). |
| 4         | domenica 28 settembre 2008 ore: 13:05             | Oakland     | Oakland Raiders - San Diego Chargers   | 18 - 28 Recap              | 1° quarto field goal di 22 yard realizzato da Sebastian Janikowski (R) e safety di Gibril Wilson (R) su Philip Rivers (C)...2° quarto touchdown di Zach Miller (R) su lancio di 63 yard fatto da JaMarcus Russell (extra point convertito) e field goal di 28 yard realizzato da Sebastian Janikowski (R)...3° quarto field goal di 28 yard realizzato da Nate Kaeding (C)...4° quarto touchdown di Antonio Gates (C) su lancio di 9 yard fatto da Philip Rivers (extra point convertito), touchdown di LaDainian Tomlinson (C) su corsa di 13 yard (gioco da 2 punti convertito da Darren Sproles), field goal di 32 yard realizzato da Sebastian Janikowski (R), field goal di 47 yard realizzato da Nate Kaeding (C) ed infine touchdown di LaDainian Tomlinson (C) su corsa di 41 yard (extra point convertito). |
| 6         | domenica 12 ottobre 2008 ore: 10:00               | New Orleans | New Orleans Saints - Oakland Raiders   | 34 - 3 Recap               | 1° quarto field goal di 24 yard realizzato da Sebastian Janikowski (R), touchdown di Reggie Bush (S) su corsa di 3 yard (extra point convertito) e fiel goal di 44 yard realizzato da Taylor Mehlhaff (S)...3° quarto touchdown di Aaron Stecker (S) su lancio di 8 yard fatto da Drew Brees (extra point convertito) e touchdown di Reggie Bush (S) su lancio di 15 yard fatto da Drew Brees (extra point convertito)...4° quarto field goal di 33 yard realizzato da Taylor Mehlhaff (S) e touchdown di Mark Campbell (S) su lancio di 2 yard fatto da Drew Brees (extra point convertito). |
| 7         | domenica 19 ottobre 2008 ore: 13:15               | Oakland     | Oakland Raiders - New York Jets        | 16 - 13 all'overtime Recap | 1° quarto field goal di 40 yard realizzato da Jay Feely (J) e field goal di 29 yard realizzato da Sebastian Janikowski (R)...3° quarto touchdown di Javon Walker (R) su lancio di 8 yard fatto da JaMarcus Russell (extra point convertito)...4° quarto touchdown di Leon Washington (J) su corsa di 11 yard (extra point convertito), field goal di 37 yard realizzato da Sebastian Janikowski (R) e field goal a 3 secondi dalla fine della partita di 52 yard realizzato da Jay Feely (J)...overtime field goal di 57 yard realizzato da Sebastian Janikowski (R). |
| 8         | domenica 26 ottobre 2008 ore: 10:00               | Baltimora   | Baltimore Ravens - Oakland Raiders     | 29-10 Recap                | 1° quarto safety di Jameel McClain (RAV) su JaMarcus Russell (RAI)...2° quarto touchdown di Willis McGahee (RAV) su corsa di una iarda (extra point convertito), touchdown di Demetrius Williams (RAV) su lancio di 70 yard fatto da Joe Flacco (extra point convertito), field goal di 38 yard realizzato da Matt Stover (RAV)...3° quarto field goal di 22 yard realizzato da Sebastian Janikowski (RAI), field goal di 30 yard realizzato da Matt Stover (RAV) e touchdown di Justin Griffith (RAI) su lancio di 2 yard fatto da JaMarcus Russell (extra point convertito)...4° quarto touchdown di Joe Flacco (RAV) su corsa di 12 yard (extra point convertito). |
| 9         | domenica 2 novembre 2008 ore: 13:15               | Oakland     | Oakland Raiders - Atlanta Falcons      | 0-24 Recap                 | 1° quarto touchdown di Michael Jenkins (F) su lancio di 37 yard fatto da Matt Ryan (F) (extra point convertito), touchdown di Jerious Norwood (F) su corsa di 12 yard (extra point convertito)...2° quarto touchdown di Michael Jenkins (F) su lancio di 27 yard fatto da Matt Ryan (F) (extra point convertito), field goal di 48 yard realizzato da Jason Elam (F). |
| 10        | domenica 9 novembre 2008 ore: 13:05               | Oakland     | Oakland Raiders - Carolina Panthers    | 6-17 Recap                 | 1° quarto touchdown di Muhsin Muhammad (P) su lancio di 3 yard fatto da Jake Delhomme (P) (extra point convertito)...2° quarto touchdown di DeAngelo Williams (P) su corsa di 69 yard (extra point convertito)...3° quarto field goal di 38 yard realizzato da Sebastian Janikowski (R), field goal di 45 yard realizzato da Sebastian Janikowski (R)...4° quarto field goal di 32 yard realizzato da John Kasay (P). |
| 11        | domenica 16 novembre 2008 ore: 10:00              | Miami       | Miami Dolphins - Oakland Raiders       | 17-15 Recap                | 1° quarto touchdown di Ted Ginn (D) su corsa di 40 yard (extra point convertito)...2° quarto field goal di 21 yard realizzato da Sebastian Janikowski (R)...3° quarto safety di Jay Richardson (R) fatta su Chad Pennington (D), touchdown di Patrick Cobbs (D) su corsa di 10 yard (extra point convertito)...4° quarto field goal di 37 yard realizzato da Sebastian Janikowski (R), touchdown su ritorno di punt per 93 yard fatto da Johnnie Lee Higgins (R) (extra point convertito), field goal di 38 yard realizzato da Dan Carpenter (D) a 42 secondi dalla fine della partita. |
| 12        | domenica 23 novembre 2008 ore: 13:05              | Denver      | Denver Broncos - Oakland Raiders       | 10-31 Recap                | 2° quarto field goal di 26 yard realizzato da Sebastian Janikowski (R), field goal di 44 yard realizzato da Matt Prater (B), touchdown su ritorno di punt per 89 yard fatto da Johnnie Lee Higgins (R) (extra point convertito)...3° quarto touchdown di Peyton Hillis (B) su corsa di 6 yard (extra point convertito), touchdown di Darren McFadden (R) su corsa di una yard (extra point convertito)...4° quarto touchdown di Ashley Lelie (R) su passaggio di 4 yard fatto da JaMarcus Russell (R) (extra point convertito), touchdown di Darren McFadden (R) su corsa di una yard (extra point convertito). |
| 13        | domenica 30 novembre 2008 ore: 13:15              | Oakland     | Oakland Raiders - Kansas City Chiefs   | 13-20 Recap                | 1° quarto field goal di 25 yard realizzato da Sebastian Janikowski (R), field goal di 38 yard realizzato da Connor Barth (C)...2° quarto touchdown di Maurice Leggett (C) su fumble di 67 yard fatto da Shane Lechler (R) (extra point convertito)...3° quarto touchdown di Justin Fargas (R) su corsa di una yard (extra point convertito)...4° quarto touchdown di Larry Johnson (C) su corsa di 2 yard (extra point convertito), field goal di 27 yard realizzato da Connor Barth (C), field goal di 51 yard realizzato Sebastian Janikowski (R). |
| 14        | giovedì 4 dicembre 2008 ore: 17:15                | San Diego   | San Diego Chargers - Oakland Raiders   | 34-7 Recap                 | 1° quarto field goal di 20 yard realizzato da Nate Kaeding (C), touchdown di LaDainian Tomlinson (C) su corsa di 3 yard (extra point convertito)...2° quarto touchdown di Darren Sproles (C) su 8 yard di lancio fatto da Philip Rivers (C) (extra point convertito), touchdown di Vincent Jackson (C) su lancio di 59 yard fatto da Philip Rivers (C) (extra point convertito), field goal di 39 yard realizzato da Nate Kaeding (C), touchdown di Justin Miller (R) su ritorno di kickoff di 92 yard (extra point convertito)...4° quarto touchdown di Darren Sproles (C) su lancio di 18 yard fatto da Philip Rivers (C) (extra point convertito). |
| 15        | domenica 14 dicembre 2008 ore: 13:15              | Oakland     | Oakland Raiders - New England Patriots | 26-49 Recap                | 1° quarto touchdown di Kevin Faulk (P) su 7 yard di lancio fatto da Matt Cassel (P) (extra point convertito), touchdown di Randy Moss (P) su 20 yard di lancio fatto da Matt Cassell (P) (extra point convertito), touchdown di Sammy Morris (P) su 29 yard di corsa (extra point convertito), touchdown di Johnnie Lee Higgins (R) su 56 yard di lancio fatto da JaMarcus Russell (R) (extra point convertito)...2° quarto touchdown di Wes Welker (P) su 13 yard di lancio fatto da Matt Cassell (P) (extra point convertito), touchdown di Justin Miller (R) su ritorno di 91 yard su kick off (extra point convertito), touchdown di Ellis Hobbs (P) su ritorno di 95 yard su kick off (extra point convertito)...3° quarto touchdown di Randy Moss (P) su 9 yard di lancio fatto da Matt Cassell (P) (extra point convertito), touchdown di Ronald Curry (R) su 10 yard di lancio fatto da JaMarcus Russell (R) (extra point bloccato)...4° quarto touchdown di LaMont Jordan (P) su 49 yard di corsa (extra point convertito) ed infine touchdown di Darren McFadden (R) su 11 yard di corsa (gioco da 2 punti non convertito). |
| 16        | domenica 21 dicembre 2008 ore: 13:05              | Oakland     | Oakland Raiders - Houston Texans       | 27-16 Recap                | 1° quarto touchdown di Chaz Schilens (R) su 20 yard di lancio fatto da JaMarcus Russell (R) (extra point convertito), touchdown di Vonta Leach (T) su una yard di corsa (extra point convertito), 2 field goal di cui uno di 33 e l'altro di 30 yard realizzati da Sebastian Janikowski (R)...2° quarto 2 field goal di cui uno di 53 e l'altro di 24 yard realizzati da Kris Brown (T)...3° quarto touchdown di Johnnie Lee Higgins (R) su 29 yard di lancio fatto da JaMarcus Russell (R) (extra point convertito), touchdown di Johnnie Lee Higgins (R) su ritorno di 80 yard su punt (extra point convertito)...4° quarto field goal di 40 yard realizzato da Kris Brown (T). |
| 17        | domenica 28 dicembre 2008 ore: 10:00              | Tampa       | Tampa Bay Buccaneers - Oakland Raiders | 24-31 Recap                | 2° quarto touchdown di Michael Bush (R) su 4 yard di corsa (extra point convertito), touchdown di Carnell Williams (B) su 9 yard di corsa (extra point convertito), touchdown di Chaz Schilens (R) su 3 yard di lancio fatto da JaMarcus Russell (R) (extra point convertito)...3° quarto touchdown di Michael Clayton (B) su 58 yard di lancio fatto da Jeff Garcia (B) (extra point convertito)...4° quarto field goal di 29 yard realizzato da Matt Bryant (B), touchdown di Carnell Williams (B) su 8 yard di corsa (extra point convertito), touchdown di Johnnie Lee Higgins (R) su 12 yard fatto da JaMarcus Russell (R) (extra point convertito), touchdown di Michael Bush (R) su 67 yard di corsa (extra point convertito) ed infine field goal di 25 yard realizzato da Sebastian Janikowski (R). |

NOTA: alla 5ª settimana i Raiders hanno riposato.